# Chiesa di Sant'Andrea Apostolo (Santa Cruz de Tenerife)
La chiesa di Sant'Andrea Apostolo è un edificio religioso che si trova a San Andrés, nel comune di Santa Cruz de Tenerife (isole Canarie, Spagna).

## Storia e descrizione
Fu eretta a partire dal 1662 e consacrata nel 1680. Occupa il posto di una precedente cappella costruita nel 1510 poco dopo la conquista delle isole Canarie.
Ospita numerose opere d'arte, tra cui sono: Sant'Andrea Apostolo (patrono), Santa Lucia da Siracusa, Vergine del Carmine (co-patrona), Santa Cecilia da Roma, Maria Addolorata, Santa Rita da Cascia e Sant'Antonio di Padova. Degna di nota è anche l'immagine del Cristo crocifisso realizzata in legno d'arancio nel 1882 da uno scultore locale che soffriva di cecità. Questa scultura, nota come Santo Cristo del Cegato, si trova su un lato dell'altare maggiore del tempio. Sottolinea inoltre l'altare delle Anime dei Purgatorio tra le altre cose.

## Galleria d'immagini

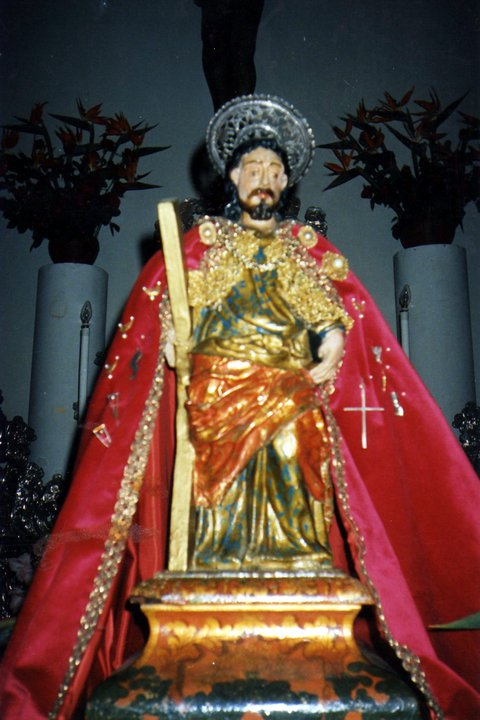
Sant'Andrea Apostolo (patrono del popolo).
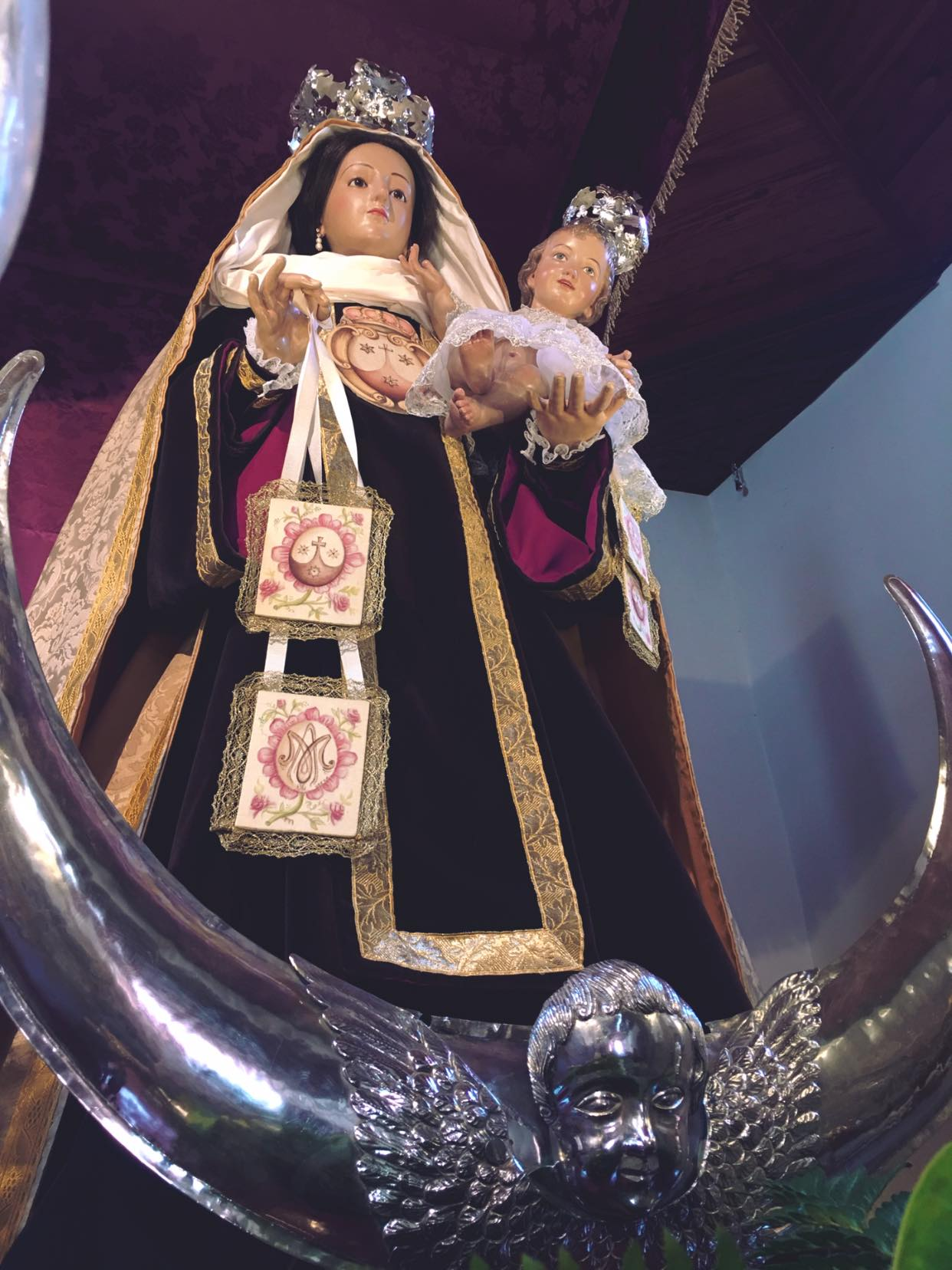
Vergine del Carmine (co-patrona).
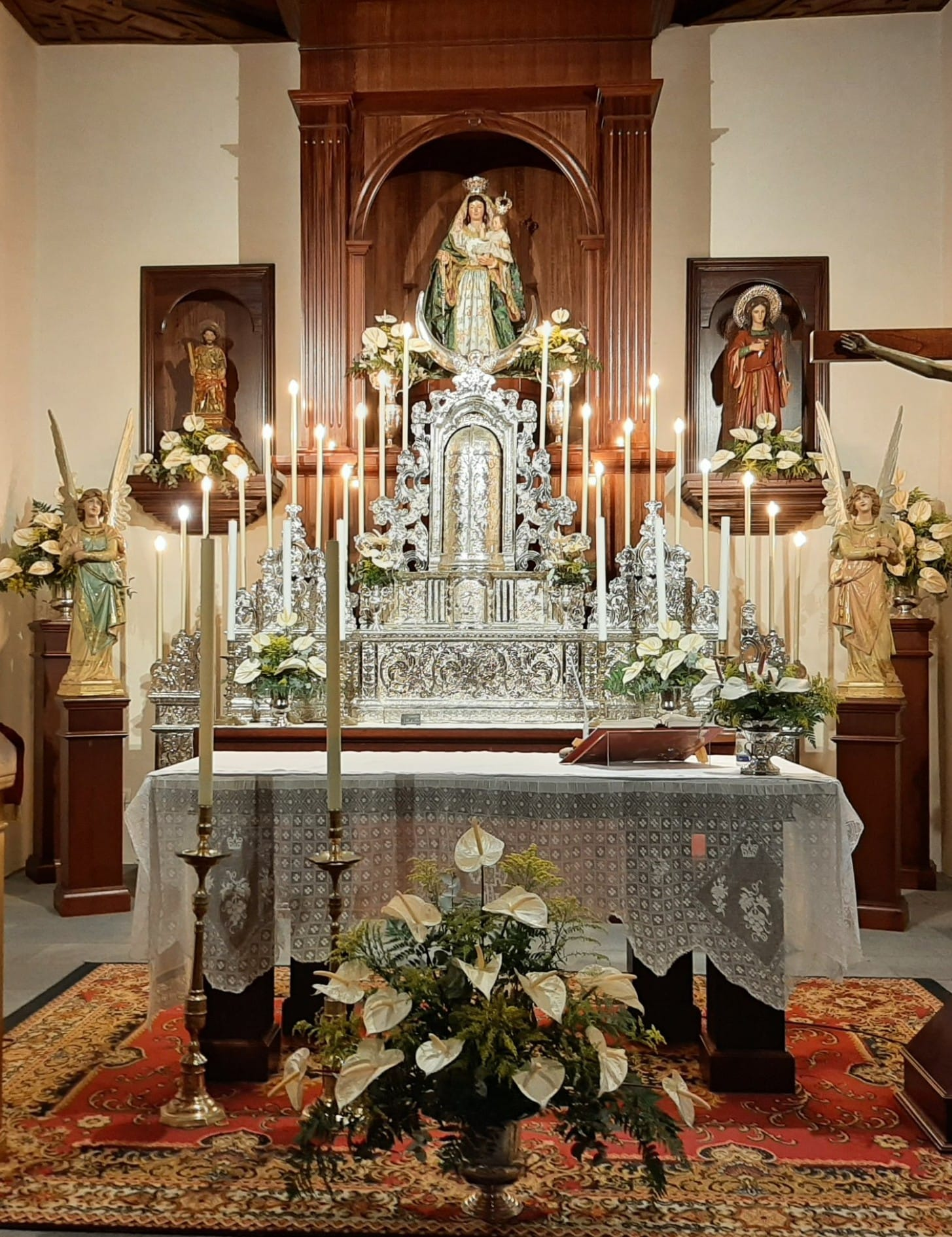
Altare maggiore.
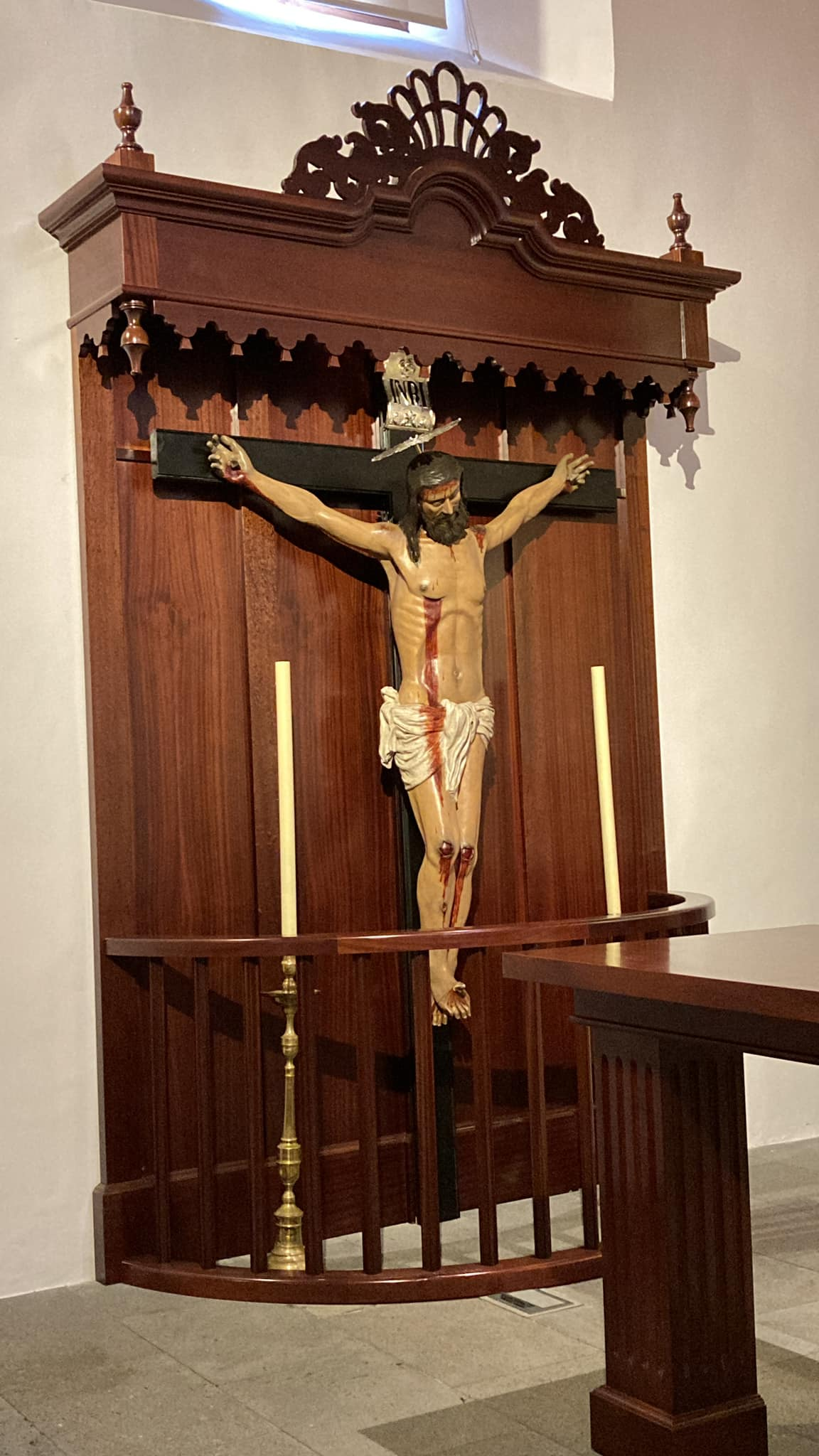
Santo Cristo del Cegato.
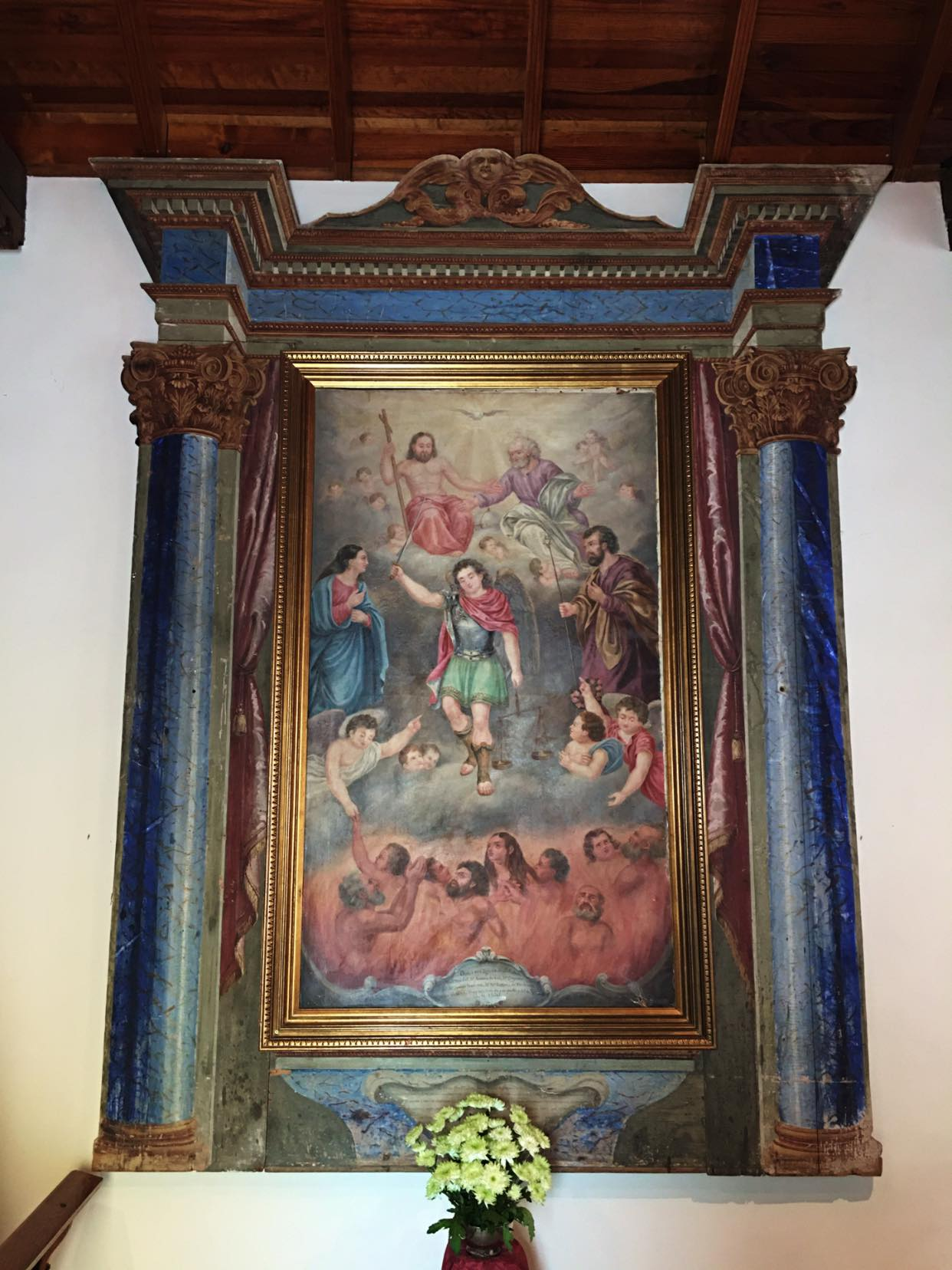
Altare delle Anime del Purgatorio.